# Brown–Driver–Briggs
Brown-Driver-Briggs (abreviado BDB) es el nombre usado para el principal diccionario hebreo-inglés de referencia para el estudio del hebreo bíblico. Su título completo es: A Hebrew and English Lexicon of the Old Testament, y fue publicado entre 1891-1905, con numerosas reimpresiones y una versión en línea. Su autor principal fue el teólogo y filólogo estadounidense Francis Brown (1849-1916), con la colaboración del lingüista inglés Samuel Rolles Driver (1846-1914) y el teólogo y filólogo estadounidense Charles Augustus Briggs (1841-1913), de ahí la denominación de "Brown-Driver-Briggs".
Está basado en el diccionario hebreo-alemán de Gesenius (1786-1842), traducido al inglés por Edward Robinson en 1836.  Sigue el orden alfabético hebreo, por raíces trilíteras. En las versiones más recientes, así como en la que puede consultarse on line, se han agregado los números de referencia de Strong.
En 2013, se ha comenzado una revisión de esta obra, en formato electrónico; la misma está a cargo de los especialistas en lenguas semíticas: Jo Ann Hackett y John Huehnergard.